# Eupteryx collina
Eupteryx collina är en insektsart som först beskrevs av Flor 1861.  Eupteryx collina ingår i släktet Eupteryx och familjen dvärgstritar. Arten har ej påträffats i Sverige. Inga underarter finns listade i Catalogue of Life.